# Begonia
Begonia este un gen de plante perene, erbacee cu tulpina scurtă sau care lipsește; frunzele mari (20-30 cm lungime), cordiforme, asimetrice la bază, palmate, pețioli cu peri perpendiculari, limbul cu o zonă argintie circulară, situată între margine și centru; florile mici, palid-roz, dispuse câte 4-5 în dichazii; fructul – capsulă triaripată, cu una dintre aripi mai dezvoltată. 
Denumire științifică: BEGONIA REX, Regnul: Planta   Încrengătura: Spermatophyta  Subîncrengătura: Magnoliophytina  
Clasa: Magnoliopsida  Subclasa:  Ordinul: Begoniales  Familia: Begoniaceae  
Rădăcinile conțin substanțe astringente care stimulează circulația sangvină. Specie cultivată originară din India.

## Legături externe
- „Begonia” în Dicționar dendrofloricol la DEX online